# Port lotniczy Samburu
Port lotniczy Samburu (IATA: UAS, ICAO: HKSB) – port lotniczy położony w Rezerwacie Narodowym Samburu, w Kenii.

## Linie lotnicze i połączenia
| Linia Lotnicza      | Kierunek                         |
| ------------------- | -------------------------------- |
| Airkenya Express    | 1. Mara Serena 2. Nairobi-Wilson |
| Safarilink Aviation | 1. Nairobi-Wilson                |